# Fernanda Trías
Fernanda Trías (Montevideo, 12 de octubre de 1976) es una escritora uruguaya. Desde 2015 reside en Bogotá.

## Biografía
Es profesora de inglés, traductora certificada y docente de creación literaria. Trías publicó su primera novela La azotea  en 2001, por la cual obtuvo el tercer premio en el Concurso de arte narrativo, organizado por el Ministerio de Educación y Cultura de Uruguay. Al año siguiente editaría Cuaderno para un solo ojo, en Cauce Editorial.
Participó de las antologías El cuento uruguayo II (2003), El descontento y la promesa: Nueva/joven narrativa uruguaya y Esto no es una antología (2008), Asamblea Portátil y Muestrario de narradores iberoamericanos (2009), además de Noticias del uso actual (2010). Recibió la Beca de la Unesco Aschberg en 2005, acontecimiento que la llevó a radicarse en Francia. Posteriormente, realizó un máster en Escritura Creativa en la Universidad de Nueva York.
Sus novelas La azotea y Mugre rosa obtuvieron el British PEN Translates Award (2020 y 2022). Esta última, a su vez, recibió el Premio Nacional de Literatura de Uruguay en 2020, el Premio Bartolomé Hidalgo de la crítica y el Premio Sor Juana Inés de la Cruz en 2021, además de estar nominada al National Book Award de Estados Unidos en 2024.

## Obras
- 2001: La azotea, novela (Trilce, Hum Uruguay, Penguin Random House).
- 2002: Cuaderno para un solo ojo, novela.
- 2012: El regreso, relatos.
- 2014: La ciudad invencible, novela (Hum Uruguay, Marciana Argentina, Dharma Books México, Banda Propia Chile, Laguna Colombia).
- 2016: No soñarás flores, nominado a Premio Hispanoamericano de Cuento Gabriel García Márquez (Hum Uruguay, Penguin Random House, Tránsito España).
- 2020: Mugre rosa, novela (Penguin Random House).
- 2025: El monte de las furias, novela (Penguin Random House).

## Premios y reconocimientos
- 2005: Beca de la Unesco Aschberg.
- 2006: Premio a la Cultura Nacional de la Fundación Bank Boston.
- 2017: Premio para escritores latinoamericanos organizado por Revista Eñe, Casa de Velázquez y la Secretaría General Iberoamericana (SEGIB).[7]
- 2021: Premio Sor Juana Inés de la Cruz en la Feria Internacional del Libro (FIL) de Guadalajara, por su novela Mugre rosa. [8]